# Диаграмма рассеяния

Диаграмма рассеяния (также точечная диаграмма, англ. scatter plot) — математическая диаграмма, изображающая значения двух переменных в виде точек на декартовой плоскости. Могут использоваться и полярные координаты, особенно в случаях, когда одна из переменных представляет собой физическое направление или имеет циклический характер.
На диаграмме рассеяния каждому наблюдению (или элементарной единице набора данных) соответствует точка, координаты которой равны значениям двух каких-то параметров этого наблюдения. Если предполагается, что один из параметров зависит от другого, то обычно значения независимого параметра откладывается по горизонтальной оси, а значения зависимого — по вертикальной. Диаграммы рассеяния используются для демонстрации наличия или отсутствия корреляции между двумя переменными.
В физике под диаграммой рассеяния обычно понимают подобную диаграмму для случая физического рассеяния частиц, при этом независимая переменная (представленная обычно горизонтальной декартовой координатой или углом в полярных координатах) представляет собой физический угол рассеяния частицы (в этом случае нередко используются полярные координаты) или энергию падающих частиц, а зависимая координата (вертикальная в декартовых или радиальная в полярных) — эффективное сечение рассеяния — может быть представлено, в том числе на одной диаграмме, и теоретическое значение (тогда нередко это непрерывная кривая), и экспериментальные оценки (часто в виде точек, дополненных изображением доверительных интервалов).

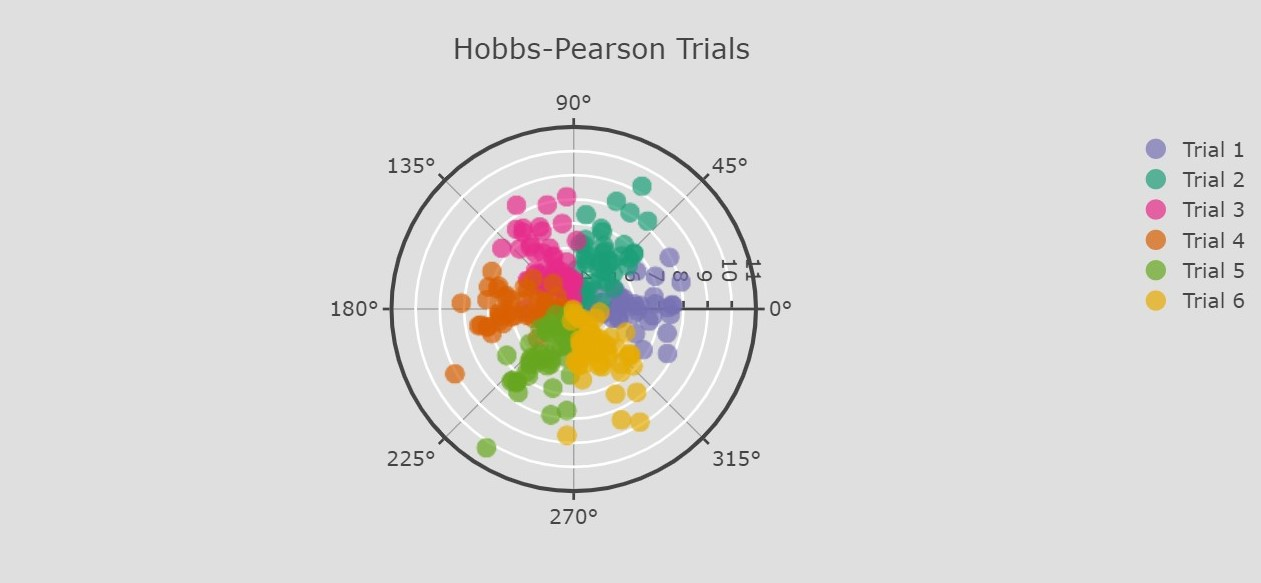
Диаграмма рассеяния в полярных координатах